# Варайська Вікіпедія
Вара́йська Вікіпедія — розділ Вікіпедії варайською мовою (одна з мов Філіппін). Попри те, що на варайській Вікіпедії дуже мало активних користувачів, вона має велику кількість автоматично згенерованих статей, створених ботами, що допомогло їй увійти у топ-20 найбільших Вікіпедій світу за кількістю статей.
Створена 2005 року. Станом на 25 березня 2025 року варайська Вікіпедія знаходиться на шістнадцятому місці серед інших мовних розділів та містить 1 266 642 статті; абсолютну більшість із них створено за допомогою ботів і складаються з одного-двох речень. Загальна кількість сторінок у розділі — 2 870 341, кількість активних користувачів — 90. Загальна кількість редагувань — 7 701 131. За цими параметрами розділ у багато разів поступається іншим вікіпедіям з такою ж кількістю статей. Активні учасники практично відсутні. Редагування здійснюються інтервікі-ботами. Глибина варайської Вікіпедії дуже низька — всього 3.6 пунктів.

## Деякі значущі рубежі
8 червня 2014 року Варайська ботопедія отримала мільйонну статтю і таким чином стала третьою ботопедією серед десятка Вікіпедій-мільйонників.